# Lockheed Martin Desert Hawk

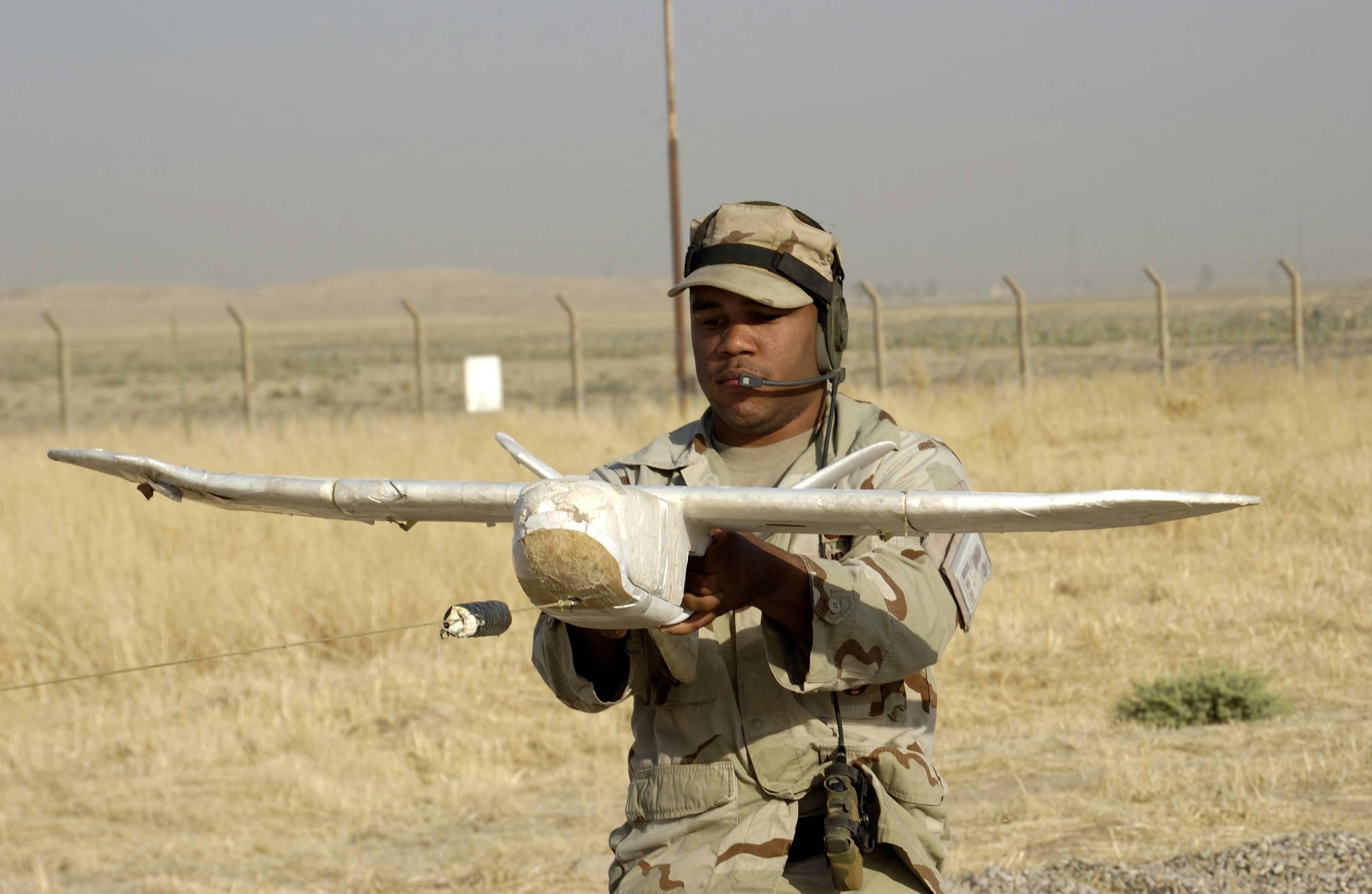
Готується до запуску

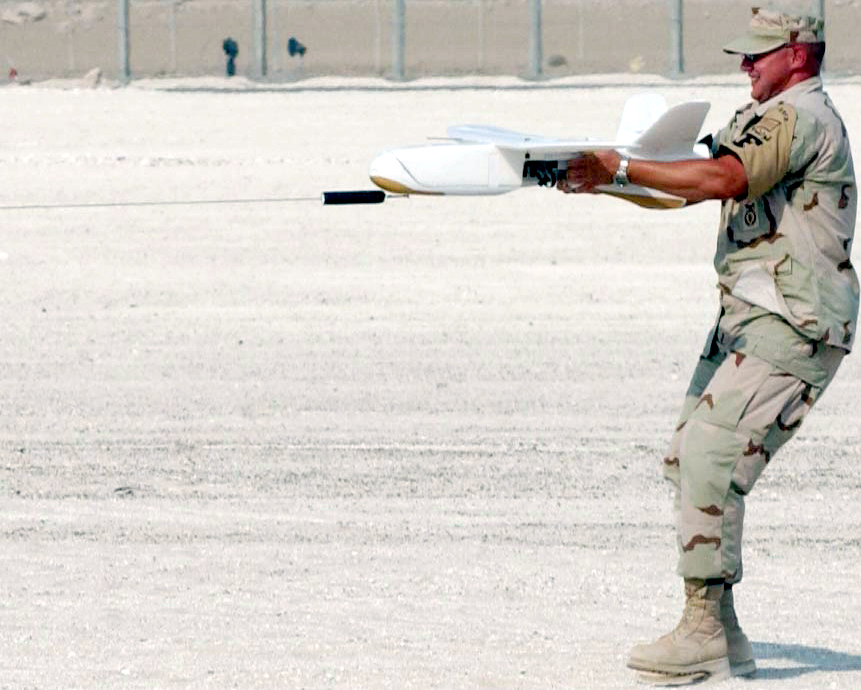
Запускається шнуром для банджі

Lockheed Martin Desert Hawk — розвідувальний безпілотний літальний апарат (БпЛА) (дрон) компанії Lockheed Martin, розроблений в конструкторському підрозділі Skunk Works, поступив у виробництво в 2002 році.
Стоїть на озброєнні армій Великої Британії та США. Використовувався в Афганістані і Іраку. Запуск БпЛА здійснюється двома людьми вручну за допомогою амортизуючого 100-метрового троса, який приєднується до апарата, після чого апарат просто відпускається. Має кілька модифікацій.
Більш потужна і міцна модифікація Desert Hawk III оснащена гіростабілізованою панеллю з оптичними датчиками відеоспостереження в видимому кольоровому діапазоні, низької освітленості та інфрачервоному діапазоні освітлення.

## ЛТХ
Виготовлений з пінополіпропілену.
- Крейсерська швидкість: 90 км/год
- Дальність польоту: до 11 км
- Тривалість польоту: до 80 хвилин.
- Вага: 3.2 кг
- Розмах крила: 1,32 метра